# خورشیدگرفتگی ۹ اوت ۱۹۵۳
خورشیدگرفتگی ۹ اوت ۱۹۵۳ (به انگلیسی: Solar eclipse of August 9, 1953) یک خورشیدگرفتگی از نوع خورشیدگرفتگی جزئی است. این خورشیدگرفتگی در تاریخ ۹ اوت ۱۹۵۳ میلادی (‎۱۸ مرداد ۱۳۳۲ خورشیدی) روی داد که زمان اوج آن، ساعت ۱۵:۵۵:۰۳ به‌وقت ساعت هماهنگ جهانی بوده‌است.